# Загайнов, Георгий Прокопьевич
Георгий Прокопьевич Загайнов (21 сентября 1922, дер. Шуглянур, Вятская губерния — 16 марта 2000, Челябинск) — капитан Советской Армии, участник Великой Отечественной войны, Герой Советского Союза (1944).

## Биография
Георгий Загайнов родился 21 сентября 1922 года в деревне Шуглянур. Окончил начальную школу в Никулятах. В 1938 году Загайнов был призван на службу в Рабоче-крестьянскую Красную Армию. В 1942 году он окончил курсы младших лейтенантов. С апреля того же года — на фронтах Великой Отечественной войны. К сентябрю 1943 года гвардии лейтенант Георгий Загайнов командовал сапёрным взводом 32-го гвардейского стрелкового полка 12-й гвардейской стрелковой дивизии 61-й армии Центрального фронта. Отличился во время битвы за Днепр.
В ночь с 28 на 29 сентября 1943 года взвод Загайнова одним из первых переправился через Днепр в районе деревни Глушец Лоевского района Гомельской области Белорусской ССР. Под массированным немецким огнём он строил мостики, плоты и другие плавсредства. Действия взвода во многом содействовали успеху захвата и удержания плацдарма.
Указом Президиума Верховного Совета СССР от 15 января 1944 года за «образцовое выполнение боевых заданий командования на фронте борьбы с немецкими захватчиками и проявленные при этом мужество и героизм» гвардии лейтенант Георгий Загайнов был удостоен высокого звания Героя Советского Союза с вручением ордена Ленина и медали «Золотая Звезда» за номером 2948.
После окончания войны Загайнов продолжил службу в Советской Армии. В 1955 году в звании капитана он был уволен в запас. Проживал в Челябинске, работал заместителем начальника охраны Челябинского молочного комбината.
Умер 16 марта 2000 года, похоронен на Успенском кладбище Челябинска.
Был также награждён орденами Красного Знамени, Отечественной войны 1-й степени, двумя орденами Отечественной войны 2-й степени, рядом медалей.

## Память
- Имя Героя увековечено на мемориальной доске в честь Героев Советского Союза — уроженцев Кировской области в парке Дворца пионеров города Кирова

- Имя Героя высечено золотыми буквами в зале Славы Центрального музея Великой Отечественной войны в Парке Победы города Москвы.

- На могиле героя установлен надгробный памятник.

## Комментарии
1. ↑  Деревня Шуглянур (Косарята), относившаяся к Тожсолинской волости Яранского уезда[1], в последующем входила в состав Верхоижского сельсовета Салобелякского района, с 1956 — в состав Никулятского сельсовета Яранского района Кировской области; упразднена 26.12.2000[2].